# سنگ سماق

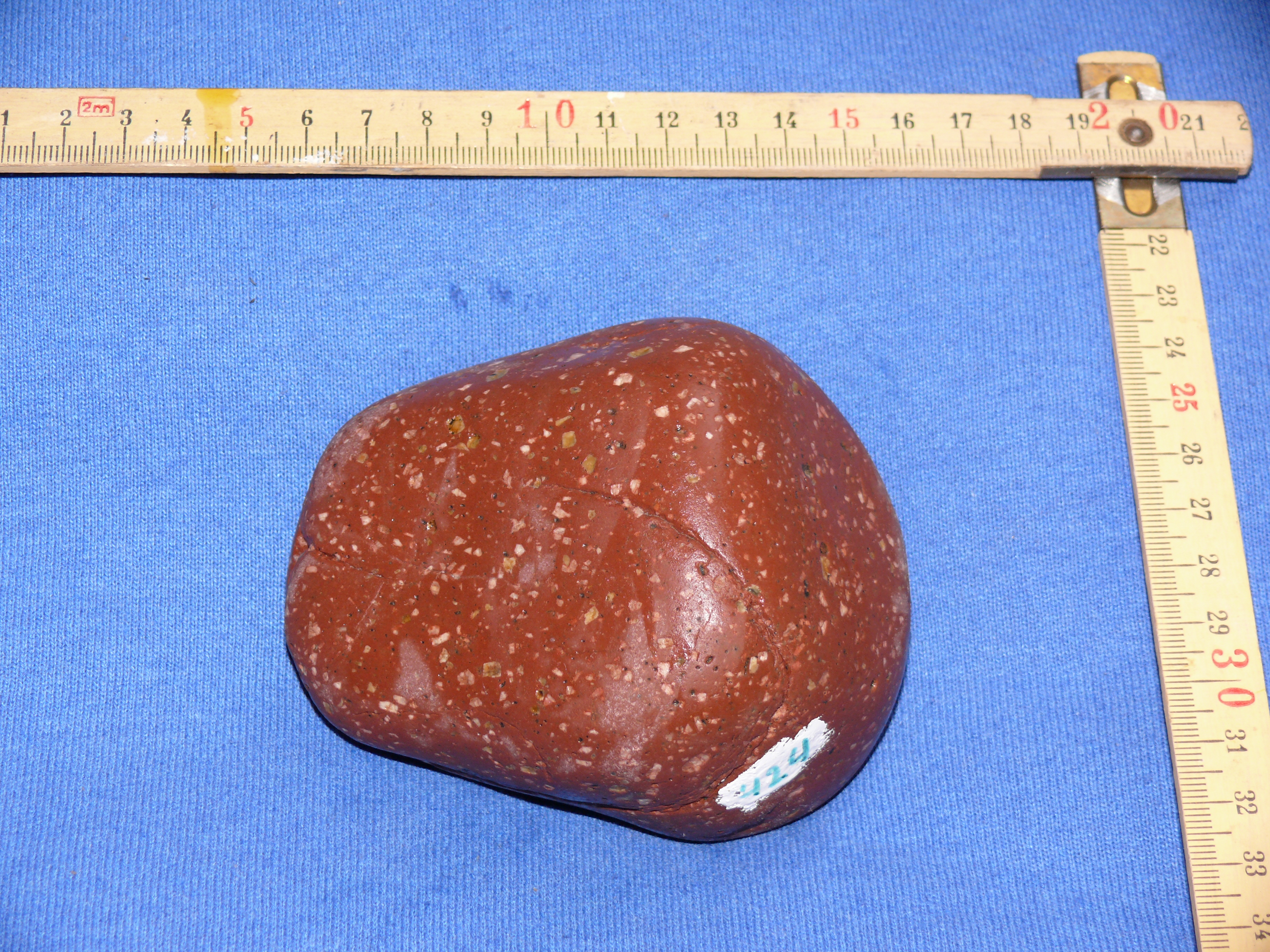
تکه‌ای از سنگ سماق.

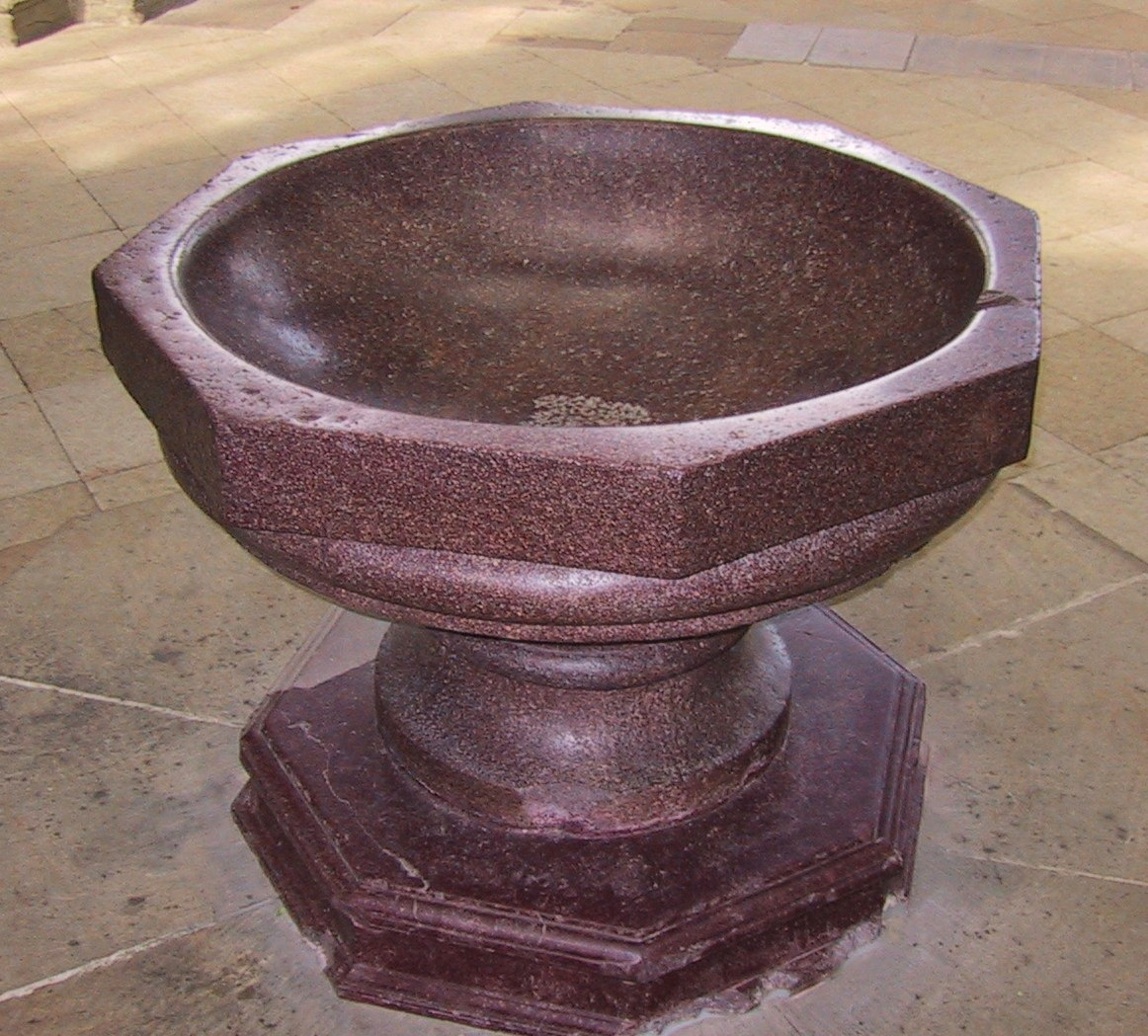
سرداب غسل تعمید کلیسای جامع ماگدبورگ که از سنگ سماق کوه ابودُخان در نزدیکی شهر غردقه مصر ساخته شده‌است.

سنگ سُماق یا پورفیری گونه‌ای از سنگ‌های آذرین است که دارای بلورهای بزرگ و کوچک از کوارتز و پیروکسن و آمفیبول و میکا می‌باشد. 
سنگ سماق سنگی است سخت و متمایل به صورتی یا سبز است (رنگش بسته به عناصر سازنده‌اش گوناگون است)، و چون استقامت و سختی و خشونت درخوری دارد در پی ساختمان‌ها و ستون‌های سنگی و همچنین ساختن سنگ آسیا به کار می‌رود. از این سنگ بیشترین استفاده در ساختن سردیس ها و تابوت ها در بیزانس شده است.